# Wendell Culley
Wendell Philips Culley (Worcester (Massachusetts), 8 januari 1906 - Los Angeles, 8 mei 1983) was een Amerikaanse jazztrompettist.
Culley speelde in lokale groepen in Boston en maakte al in de jaren twintig opnames met Sidney Bechet. In 1931 verhuisde hij naar New York, waar hij emplooi vond in de orkesten van Bill Brown, Horace Henderson en Cab Calloway. Hierna speelde hij elf jaar bij Noble Sissle, waarmee hij uitgebreid opnam. Hij werkte bij Lionel Hampton (1944–49) om daarna kort terug te keren bij Sissle. Hierna was hij acht jaar actief in Count Basie's orkest (1951-1959), waarmee hij onder meer Tony Bennett, Billy Eckstine, Ella Fitzgerald en Joe Williams begeleidde. Na zijn tijd hing hij zijn trompet in de wilgen om zijn loopbaan te vervolgen in de verzekeringsbranche

## Discografie (selectie)
Met Count Basie
- The Count! (Clef, 1952 [1955])
- Basie Jazz (Clef, 1952 [1954])
- Dance Session (Clef, 1953)
- Dance Session Album#2 (Clef, 1954)
- Basie (Clef, 1954)
- Count Basie Swings, Joe Williams Sings (Clef, 1955) met Joe Williams
- April in Paris (Verve, 1956)
- The Greatest!! Count Basie Plays, Joe Williams Sings Standards met Joe Williams
- Metronome All-Stars 1956 (Clef, 1956) met Ella Fitzgerald en Joe Williams
- Hall of Fame (Verve, 1956 [1959])
- Basie in London (Verve, 1956)
- One O'Clock Jump (Verve, 1957) met Joe Williams en Ella Fitzgerald
- Count Basie at Newport (Verve, 1957)
- The Atomic Mr. Basie (Roulette, 1957) ook bekend als Basie and E=MC2
- Basie Plays Hefti (Roulette, 1958)
- Sing Along with Basie (Roulette, 1958) met Joe Williams en Lambert, Hendricks & Ross
- Basie One More Time (Roulette, 1959)
- Breakfast Dance and Barbecue (Roulette, 1959)
- Everyday I Have the Blues (Roulette, 1959) met Joe Williams
- The Count Basie Story (Roulette, 1960)